# 1990 w literaturze
Wydarzenia literackie w 1990 roku.

## Wydarzenia
- zagraniczne
  - Firma Sony wprowadziła na rynek elektroniczną książkę Data Discman
  - Na uniwersytecie stanu Illinois odbywa się gromadząca ogromną liczbę uczestników konferencja konferencja Cultural Studies Now and in the Future

## Proza beletrystyczna i literatura faktu

### Język angielski
- Michael Crichton – Park Jurajski (Jurassic Park)
- Dan Simmons – Zagłada Hyperiona (The fall of Hyperion)
- Robert Ludlum – Ultimatum Bourne’a (The Bourne Ultimatum)

### Język czeski
- Bohumil Hrabal
  - Listopadowy huragan (Listopadový uragán)
  - Bambino di Praga – Barvotisky -Krásná Poldi
  - Zaczarowany flet (Kouzelná flétna)
  - Kim jestem (Kdo jsem)
  - Nic, tylko strach (Totální strachy)

### Język polski
- Jan Drzeżdżon – Złoty pałacyk (Kara Remusa)[1]
- Waldemar Łysiak – Dobry (Officina)[2]
- Tomasz Kołodziejczak – Wybierz swoją śmierć (Wydawnictwo Przedświt)[3]
- Aleksander Minkowski
  - Sekrety prominentów (Krajowa Agencja Wydawnicza)[4]
  - Zakładnik szaleńca (Wydawnictwo „Nasza Księgarnia”)[5]
- Marek Nowakowski – Wilki podchodzą ze wszystkich stron (Państwowy Instytut Wydawniczy)
- Ewa Maria Ostrowska - Zabić ptaka (Agencja Wydawnicza Interster)[6]
- Andrzej Sapkowski – Wiedźmin (Wydawnictwo Reporter)[7]
- Władysław M. Zdanowicz - Koszta własne (Spółdzielnia Wydawnicza „Czytelnik”)[8]

#### Tłumaczenia
- Bohumil Hrabal – Legenda o pięknej Julci i inne opowiadania, przeł. Andrzej Czcibor-Piotrowski (Wydawnictwo Literackie)[9]
- Vladimir Nabokov – Zaproszenie na egzekucję, przeł. Leszek Engelking
- Isaac Bashevis Singer - Śmierć Matuzalema i inne opowiadania (The Death of Methuselah and Other Stories)

## Wywiady
- polskie
- zagraniczne
- wydania polskie tytułów zagranicznych

## Dzienniki, autobiografie, pamiętniki
- polskie
- zagraniczne
- wydania polskie tytułów zagranicznych

## Eseje, szkice i felietony
- polskie
- zagraniczne
- wydania polskie tytułów zagranicznych

## Dramaty
- polskie

- zagraniczne  
  - Brian Friel - Tańce w Ballybeg

- wydania polskie tytułów zagranicznych

## Poezje
- polskie
  - Zbigniew Herbert – Elegia na odejście
  - Eugeniusz Tkaczyszyn-Dycki – Nenia i inne wiersze
  - Bohdan Zadura – Prześwietlone zdjęcia
  - Adam Zagajewski – Płótno
- zagraniczne
  - Ciarán Carson – Belfast Confetti
- zagraniczne antologie
- wydane w Polsce wybory utworów poetów obcych
- wydane w Polsce antologie poezji obcej

## Prace naukowe i biografie
- polskie
- zagraniczne
  - Brian Boyd – Vladimir Nabokov. Lata rosyjskie (Vladimir Nabokov: The Russian Years)
  - Umberto Eco – Granice interpretacji (The Limits of Interpretation)
- wydania polskie tytułów zagranicznych
  - Mircea Eliade
    - Dajan (Le temps d’un centenaire suivi de Dayan)
    - Młodość stulatka
    - Religia, literatura i komunizm. Dziennik emigranta

## Urodzili się
- 20 czerwca – Mohamed Mbougar Sarr, senegalski pisarz, laureat Nagrody Goncourtów
- Laura Sebastian – amerykańska pisarka fantasy dla młodzieży

## Zmarli
- 2 stycznia – Belcampo, holenderski prozaik (ur. 1902)
- 6 lutego – Guðmundur Daníelsson, islandzki pisarz i poeta (ur. 1910)
- 27 lutego – Josephine Johnson, amerykańska pisarka i poetka (ur. 1910)
- 28 lutego – Kornel Filipowicz, polski powieściopisarz, nowelista i poeta (ur. 1913)
- 7 marca – Kazimierz Błahij, polski pisarz (ur. 1924)
- 11 kwietnia – Ivar Lo-Johansson, szwedzki pisarz, literat i publicysta (ur. 1901)
- 19 kwietnia – Paul Alexander Bartlett, amerykański prozaik i poeta (ur. 1909)
- 6 maja – Irmtraud Morgner, niemiecka pisarka (ur. 1933)
- 10 maja – Walker Percy, amerykański pisarz (ur. 1916)
- 11 maja – Wieniedikt Jerofiejew, rosyjski pisarz i dramaturg (ur. 1938)
- 29 czerwca – Irving Wallace, amerykański pisarz (ur. 1916)
- 2 lipca – Silvina Bullrich, argentyńska pisarka (ur. 1915)
- 16 lipca – Walentin Pikul, radziecki pisarz (ur. 1928)
- 22 lipca – Manuel Puig, argentyński pisarz i dramaturg (ur. 1932)
- 5 sierpnia – Ivan Blatný, czeski poeta (ur. 1919)
- 24 sierpnia – Siergiej Dowłatow, rosyjski pisarz z okresu tzw. „trzeciej fali emigracji” (ur. 1941)
- 10 września – Anatolij Sofronow, radziecki publicysta, poeta i dramaturg (ur. 1911)
- 26 września – Alberto Moravia, włoski pisarz (ur. 1907)
- 30 września
  - Flora Bieńkowska, polska poetka, pisarka, autorka sztuk scenicznych (ur. 1914)
  - Michel Leiris, francuski pisarz, etnolog i krytyk sztuki (ur. 1901)
  - Patrick White, australijski prozaik, poeta i dramaturg, noblista (ur. 1912)
- 12 października – Andrzej Krzepkowski, polski pisarz fantastycznonaukowy (ur. 1953)
- 21 października – Prabhat Ranjan Sarkar, indyjski filozof i poeta (ur. 1921)
- 2 listopada – Donald A. Wollheim, amerykański pisarz, antologista sf, wydawca (ur. 1914)
- 7 listopada – Lawrence Durrell, angielski powieściopisarz (ur. 1912)
- 11 listopada – Janis Ritsos, grecki poeta (ur. 1909)
- 23 listopada – Roald Dahl, brytyjski pisarz (ur. 1916)
- 7 grudnia
  - Reinaldo Arenas, kubański poeta, pisarz i dramaturg (ur. 1943)
  - Horst Bienek, niemiecki pisarz, publicysta i tłumacz (ur. 1930)
- 14 grudnia – Friedrich Dürrenmatt, szwajcarski dramaturg, prozaik i eseista (ur. 1921)
- 24 grudnia – Thorbjørn Egner, norweski pisarz i dramatopisarz (ur. 1912)

## Nagrody
- Nagroda Kościelskich – Grzegorz Musiał, Bronisław Wildstein, Marek Zaleski oraz Wisława Szymborska (przyznana wyjątkowo Nagroda im. Zygmunta Kallenbacha za najwybitniejszą książkę ostatniego dziesięciolecia)
- Nagroda Nobla – Octavio Paz
- Nagroda Vilenica – Tomas Venclova
- Nagroda Goncourtów – Jean Rouaud, Pola chwały (Les Champs d'honneur)
- Nagroda Cervantesa – Adolfo Bioy Casares